# FC Höchst
Der FC Höchst ist ein österreichischer Fußballverein aus der Vorarlberger Gemeinde Höchst.

## Geschichte
Der FC Höchst wurde am 15. August 1921 in dem späteren Klublokal „Linde“ gegründet, in die Meisterschaft stieg man 1923 in die Vorarlberger C-Klasse ein. In der Landesliga spielt der Klub erstmals 1945/46 sowie regelmäßig ab 1950. In der Saison 1970/71 schaffte der Klub unter Alois Grabherr den Gewinn der Landesmeisterschaft und stieg damit in die zweitklassige Regionalliga West auf. Euphorisiert mit neuem Heimstadion und neuen Hauptsponsor Julius Blum GmbH ging der Klub in seine erste Zweitligasaison und belegte sogleich 1971/72 den vierten Rang. Die Ligareform von 1974 verwies den FC Höchst allerdings zurück in die Landesliga.
Als 1981 die Regionalliga West als neue dritte Leistungsstufe kam, war der FC Höchst als Landesliga-Dritter qualifiziert, bis 1985 konnte er sich in der Liga halten. Danach war der Klub bis auf die Saison 1992/93 Dauergast in der Vorarlberger Landesliga. 2006 konnte das Team schließlich nach über 20 Jahren wieder in die Regionalliga West zurückkehren. In den Jahren 2007 bis 2010 spielte die Mannschaft dann wieder in der Vorarlbergliga, bevor ihr nach dem ersten Platz in der Saison 2009/10 wieder der Aufstieg in die Regionalliga West gelang. Nach einem erneuten Abstieg erreichte Höchst in der Saison 2011/12 den 2. Platz in der Vorarlbergliga und ein Jahr später durch den Meistertitel den Aufstieg in die drittklassige Regionalliga.

## Frauenfußball
Die Frauenabteilung des FC Höchst war von 2013 bis 2017 in einer Spielgemeinschaft mit der Frauensektion des SC Austria Lustenau.